# Umatac
Umatac és una ciutat al sud-oest de l'illa de Guam.

## Etimologia
Sembla que el seu nom deriva de la paraula chamorro Umatalaf, que significa 'pescar guatifi', un tipus de peix.

## Història

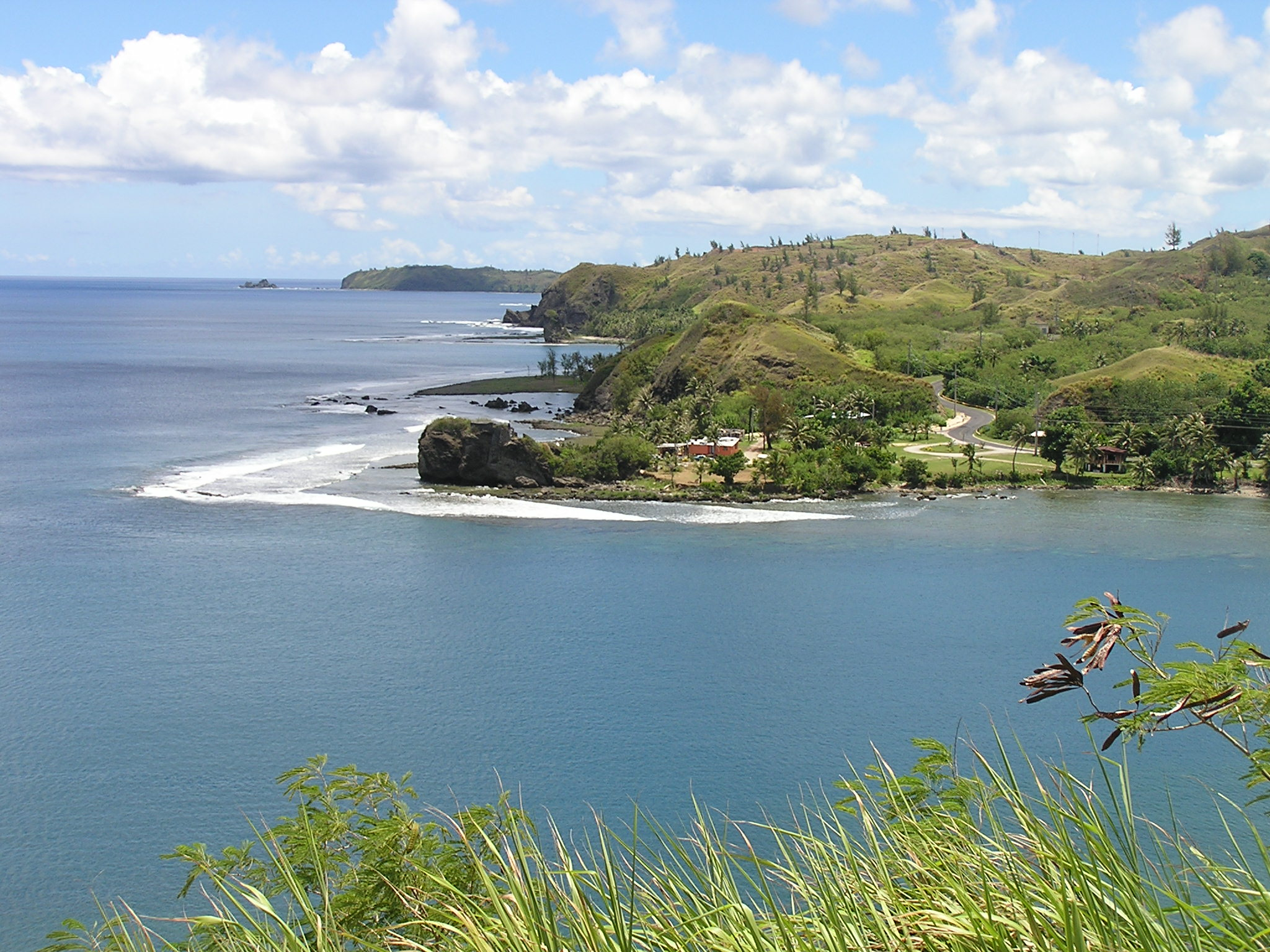
Costa nord de la badia d'Umatac, amb la roca Funa

Abans de l'arribada dels invasors espanyols a l'illa, se celebrava una festa anual al nord de la ciutat, a la roca Funa, on, segons les llegendes chamorro, foren creats els primers humans.

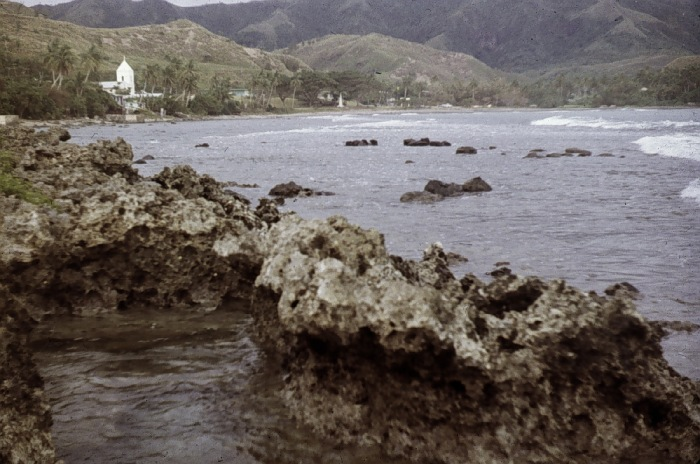
Badia d'Umatac, Guam

El 1521, l'explorador Fernâo Magallanes arribà a Guam durant la seua circumnavegació de la Terra. La badia d'Umatac és l'indret que els espanyols assenyalen com el seu punt d'arribada. Un altre explorador, Miguel López de Legazpi, arribà a Umatac el 1565 i prengué l'illa de Guam per a Espanya. Durant les dues visites, els espanyols es dedicaren a cremar les cases dels indígenes i a exterminar-los.
Quan Guam fou colonitzada al s. XVII, els espanyols feren una parròquia a Umatac i obligaren els chamorros a convertir-se al cristianisme. Encara hui s'hi poden veure restes de dos forts espanyols construïts als turons a banda i banda de la ciutat.
El 10 de març de 1825, a la badia Umatac s'amotinà la tripulació de l'esquadra espanyola formada pel navili Asia, el begantí Constant i la fragata Clarington, que manava Roque Guruceta. Aquests vaixells havien participat en la guerra contra els independentistes de Sud-amèrica i duien des de Quilca, Perú, molts generals i oficials evacuats després de la derrota dels espanyols a la batalla d'Ayacucho. El 14 de març, el bergantí Aquil·les, que en dies previs havia abandonat la badia per no ser pres pels amotinats, fou capturat per un reduït grup d'independentistes que eren presoners a bord, comandats pel xilé Pedro Angulo Novoa. La majoria de la tripulació i oficials hi foren desembarcats. Després d'això, Angulo, amb 17 soldats, conduí l'Aquiles fins a Valparaíso, on arribà el 23 de juny. Els fets d'aquesta esquadra serviren d'inspiració a una novel·la de Jules Verne, Un drama a Mèxic (1845).
El 1898, Guam fou presa pels Estats Units durant la Guerra hispanoestatunidenca. Sota l'administració nord-americana, la petita ciutat ha crescut a poc a poc. Hui, el festival del descobriment es manté cada any a la ciutat. Encara que al principi s'establí en honor de Magallanes hui és una manifestació de la cultura chamorro.
El 1979, la Unió Astronòmica Internacional aprovà posar el nom de la població a un cràter del planeta Mart, conegut com a Umatac.